# Ainudrilus oceanicus
Ainudrilus oceanicus är en ringmaskart som beskrevs av Finogenova 1982. Ainudrilus oceanicus ingår i släktet Ainudrilus och familjen glattmaskar. Utöver nominatformen finns också underarten A. o. aprostatus.